# Zonantes floridanus
Zonantes floridanus là một loài bọ cánh cứng trong họ Aderidae. Loài này được Werner miêu tả khoa học năm 1990.